# Aéroport d'Eupatoria
La base aérienne d'Eupatoria est une base militaire située au nord-est de la ville d'Eupatoria, en Crimée.

## Localisation
La base aérienne est située dans le sud-ouest de la Crimée, en bord de mer, juste au nord de la ville d'Eupatoria.